# Donkey Kong Jungle Beat
Donkey Kong Jungle Beat är ett 2D-plattformsspel som lanserades 2004 till Nintendo GameCube. 2008 kom spelet i New Play Control!-serien till Nintendo Wii. Det var det första icke arkadspelet i Donkey Kong-serien som inte utvecklades av Rareware.

## Handling
Donkey Kong har fått i uppgift att hjälpa små apor (Helper Monkeys) att rädda deras kungariken från stora skurkar som har krönt sig själva till kungar och stulit alla deras bananer.

## Kontroller
I GameCube-versionen av spelet används bongotrummorna, DK Bongos, som även används i Donkey Konga-spelen. Ett slag på till exempel höger trumma, flyttar sig Donkey Kong åt höger och tvärtom. Om spelaren slår på båda trummorna samtidigt, hoppar han.
I Wii-versionen används istället Wii Remote och Nunchuck.

## Gameplay
Donkey Kong måste besegra alla kungar (Kings) i alla sexton kungariken, plus två slutbossar (Wii-versionen innehåller dessutom två extra banor). Alla kungariken, eller banor, består av två delbanor och en boss. Kungarikena är namngivna efter olika frukter, som till exempel Apple Kingdom och Melon Kingdom.
Under banornas gång måste Donkey Kong besegra olika fiender, samt samla bananer. Bananerna används sedan mot bossen, som livsmätare.

## Karaktärer
- Donkey Kong – huvudpersonen i spelet; karaktären som spelaren styr.
- Helper Monkeys – kungarikenas invånare som hjälper Donkey Kong med till exempel tips och checkpointar (endast i Wii-versionen).

### Animal Buddies
- Hoofer the Wildebeest – en stor gnu som Donkey Kong kan rida på i isbanorna. Fungerar på ungefär samma sätt som Rambi the Rhino i Donkey Kong Country.
- Flurl the Squirrel – en röd ekorre som fungerar som en slags fallskärm.
- Orco the Killer Whale – en val som Donkey Kong kan få skjuts av under vattnet.
- Helibird Parrots – papegojor som Donkey Kong kan flyga med.

### Bossar
Det finns fyra olika typer av bossar:
- Kongs – stora apor, som liknar Donkey Kong.
- Rocs – stora fåglar som flyger med ett ägg.
- Hogs – grisliknande figurer med stora betar.
- Tusks – elefantliknande figurer gjorda av sten, trä eller metall.